# Saint-Laurent-de-Chamousset
Saint-Laurent-de-Chamousset är en kommun i departementet Rhône i regionen Auvergne-Rhône-Alpes i östra Frankrike. Kommunen ligger i kantonen Saint-Laurent-de-Chamousset som tillhör arrondissementet Lyon. År 2022 hade Saint-Laurent-de-Chamousset 1 950 invånare.

## Befolkningsutveckling
Antalet invånare i kommunen Saint-Laurent-de-Chamousset
| Referens: INSEE |